# 소혀버섯

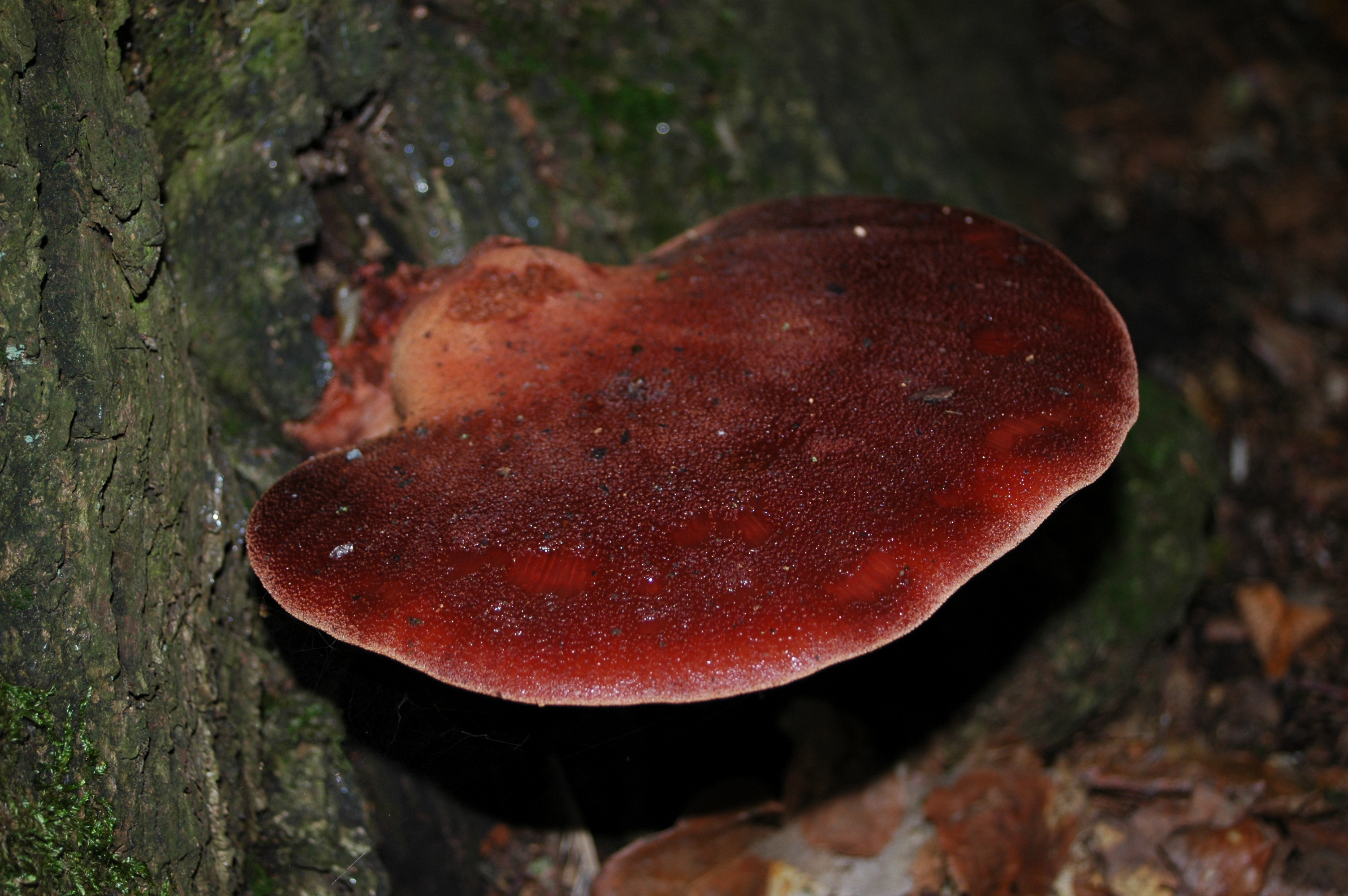

소혀버섯(Fistulina hepatica)은 주름버섯목에 속하는 목재부후균이다. 이름처럼 생김새가 마치 쇠고기처럼 생겼다.
유럽, 아프리카, 오스트레일리아, 북아메리카에서 서식한다. 식용 가능하나, 오래된 버섯은 특별한 조리가 필요하다.

## 분류
소혀버섯속(Fistulina)은 Fistulinaceae과에 속한다. 분자계통학 연구에 따르면 아가미 버섯인 Schizophyllum과 가까운 관련이 있지만 Schizophyllaceae과(schizophylloid 계통군에 속함)에 속하며 별도의 자매 계통군인 fistulinoid 계통군에 속한다. 소혀버섯속은 cyphelloid속으로, 아가미 버섯과 밀접한 관련이 있지만 자실층은 아가미 대신 매끄러운 컵 모양의 요소로 구성된다. 아랫면(hymenium)은 조상 아가미의 "축소된" 형태를 나타내는 관의 덩어리이다.

### 어원
속명은 라틴어 단어 fistula의 축약형으로 "작은 관"을 의미하며, 종명 hepatica는 "간과 같은"을 의미하며 육질의 일관성을 나타낸다.

## 설명
갓은 너비가 7–30 센티미터 (3–12 in)이고 두께가 2–6 cm (3⁄4–2 1⁄4 in)이다. 모양이 큰 혀를 닮았고 표면이 거칠다. 어릴 때는 분홍색이지만, 자라면서 붉은 갈색으로 어두워진다. 자루는 존재한다면 길이가 5 cm (2 in)이고 폭이 4 cm이다. 자실층은 크림색 흰색이다. 육질은 잘랐을 때 둔한 붉은 즙을 흘리며 얼룩을 유발할 수 있다. 잘린 육질 자체는 고기를 닮았다. 맛은 시큼하다. 포자는 분홍색이며 홀씨문(spore print)은 분홍빛이다.

### 유사종
유사종으로는 Pseudofistulina radicata, Amylocystis lapponica, Ischnoderma resinosum, Leptoporus mollis, Rhodofomes cajanderi가 있다.

## 분포 및 서식지
이 종은 영국과 유럽의 나머지 지역에서 7월부터 10월까지 흔하게 볼 수 있지만 북아메리카, 오스트레일리아, 북아프리카, 남아프리카에서도 발견된다.
흔한 종으로, 8월부터 가을 끝까지 살아있는 나무나 죽은 나무의 참나무나 유럽밤나무에서 자주 발견된다. 참나무의 살아있는 나무에 붉은 갈색 얼룩을 남기는 경향이 있어 바람직한 목재 종류를 만든다. 오스트레일리아에서는 유칼립투스 나무의 상처에서 자라는 것을 볼 수 있다. 감염된 나무에 갈색 부패를 유발한다.

## 용도
식용 가능하며 일부 사람들은 식감이 "날고기와 유사하다"고 생각하지만, 오래된 버섯은 밤새 담가두어야 한다. 즙이 위장 장애를 유발할 수 있기 때문이다. 잘 보존되지 않는 경향이 있다.

## 같이 보기
- 산림 병리학
- 고기 대체재 목록